# Carl Leonard Sandberg
Carl Leonard Sandberg (26. september 1839 i Stockholm – ca. 1885 i Paris) var en svensk xylograf og tegner.
Sandberg, der i sin ungdom havde arbejdet såvel i Sverige og Danmark som i Paris, kom i 1870 atter til København, hvor han virkede en del år og tænkte på at etablere sig. Han opgav det imidlertid og drog atter til Paris, hvor han var repræsenteret på verdensudstillingen 1878, og hvor han døde nogle år efter.
Fra hans ophold i Danmark kendes en del portrætter, således af C.C. Burmeister, Christian Flor, C.F. Hansen, P.C. Skovgaard, Niels Simonsen, Ilia og Mathilde Fibiger samt af Frederik VI på lit de parade. Desuden har han skåret et af billederne til Johan og Pietro Krohns Peters Jul (2. udgaven 1870) samt til Christian Winther: Træsnit, med Tegninger af danske Kunstnere (1871); desuden træsnit til Illustreret Tidende i 1874. I Sverige har han tegnet og skåret illustrationer til bladene Fäderneslandet og Trissan 1862-64 samt skåret træsnit efter Carl Larsson og Isidor Törnblom til Karl Johan Backmans oversættelse af H.C. Andersens Eventyr og efter C.G. Hellqvist til Dödens Engel af J.O. Wallin (1875 og senere).